# Falciot cuaespinós de Sabine
El falciot cuaespinós de Sabine (Rhaphidura sabini) és una espècie d'ocell de la família dels apòdids (Apodidae) que habita la selva humida de Sierra Leone, Libèria, Costa d'Ivori, Ghana, Nigèria, sud de Camerun, l'illa de Bioko, el Gabon, sud-oest de Congo, Cabinda, sud de la República Centreafricana, gran part de la República Democràtica del Congo, oest d'Uganda i oest de Kenya.